# 科里庫斯戰役
科里庫斯戰役（Battle of Corycus），是前191年羅馬共和國和他的盟邦在羅馬-敘利亞戰爭中第一場與塞琉古帝國爭奪愛琴海一系列海戰。

## 背景
隨著塞琉古國王安條克三世和他的大軍在溫泉關戰役遭受慘重損失，並且撤退回小亞細亞。羅馬為了從塞琉古手中奪取愛琴海的制海權，派遣裁判官蓋烏斯·李維·薩利納托爾率領包含50艘戰船、6艘迦太基戰船以及25艘輕型戰船，並與先前佈署在希臘對付斯巴達的25艘五列槳座戰船會合，使艦隊主要戰艦達到81艘，並計畫駛往小亞細亞與盟邦和帕加馬的艦隊會合。
此時安條克三世擁有70艘戰船和100艘輕型戰船，並由波呂克塞尼達斯擔任艦隊指揮官。因塞琉古艦隊在艦隊規模和水手素質上可以單獨擊敗羅馬艦隊，但如果羅馬艦隊成功與其他盟邦會合，其力量將遠遠超過塞琉古艦隊。然而波呂克塞尼達斯發動一次截擊來阻斷羅馬艦隊的企圖，結果卻以失敗收場，如此一來羅馬成功在愛奧尼亞海岸與擁有24艘戰船和30艘輕型戰船的帕加馬艦隊合併，這下羅馬聯合艦隊主力戰艦達到105艘之多。

## 經過
儘管羅馬聯合艦實力強大，波呂克塞尼達斯仍然堅定與羅馬一戰，戰場在科里庫斯海角附近。羅馬海軍戰鬥過程就像布匿戰爭一樣，首先用船艦的繩索把對方船隻勾住，士兵再登上敵艦進行接舷戰，使得塞琉古的13戰船遭到俘虜，同時羅馬盟邦利用數量上的優勢迂迴包抄塞琉古的左翼，並把塞琉古的左翼擊破，波呂克塞尼達斯不得不下令艦隊撤退，在依靠船隻高速的特長下安全撤離戰場，羅馬聯合艦隊獲得勝利。

## 戰後
塞琉古艦隊總共10艘戰船沉沒、13艘戰船被俘，而羅馬方面僅失去1艘戰船。之後，波呂克塞尼達斯和他的艦隊拒絕再與羅馬聯軍交戰，而安條克三世重新補強波呂克塞尼達斯的艦隊，並派遣迦太基名將漢尼拔到腓尼基組建另一支艦隊。